# Michery
Michery est une commune française située dans le département de l'Yonne en région Bourgogne-Franche-Comté.
Ses habitants sont appelés les Michelins.

## Géographie

### Communes limitrophes
- dans le canton de Pont-sur-Yonne :
Gisy-les-Nobles, Pont-sur-Yonne et Villemanoche ;
- dans le canton de Sergines (arrondissement de Sens) :
La Chapelle-sur-Oreuse, Plessis-Saint-Jean, Serbonnes et Sergines.

### Climat
Pour des articles plus généraux, voir Climat de la Bourgogne-Franche-Comté et Climat de l'Yonne.
En 2010, le climat de la commune est de type climat océanique dégradé des plaines du Centre et du Nord, selon une étude du Centre national de la recherche scientifique s'appuyant sur une série de données couvrant la période 1971-2000. En 2020, Météo-France publie une typologie des climats de la France métropolitaine dans laquelle la commune est exposée à un climat océanique altéré et est dans la région climatique  Nord-est du bassin Parisien, caractérisée par un ensoleillement médiocre, une pluviométrie moyenne régulièrement répartie au cours de l’année et un hiver froid (3 °C). 
Pour la période 1971-2000, la température annuelle moyenne est de 11,2 °C, avec une amplitude thermique annuelle de 15,4 °C. Le cumul annuel moyen de précipitations est de 721 mm, avec 11,6 jours de précipitations en janvier et 7,4 jours en juillet. Pour la période 1991-2020, la température moyenne annuelle observée sur la station météorologique de Météo-France la plus proche, « Sens », sur la commune de Sens à 13 km à vol d'oiseau, est de 11,9 °C et le cumul annuel moyen de précipitations est de 644,7 mm. 
La température maximale relevée sur cette station est de 42,4 °C, atteinte le 25 juillet 2019 ; la température minimale est de −22,6 °C, atteinte le 14 février 1956,,. 
Les paramètres climatiques de la commune ont été estimés pour le milieu du siècle (2041-2070) selon différents scénarios d'émission de gaz à effet de serre à partir des nouvelles projections climatiques de référence DRIAS-2020. Ils sont consultables sur un site dédié publié par Météo-France en novembre 2022.

## Urbanisme

### Typologie
Au 1er janvier 2024, Michery est catégorisée bourg rural, selon la nouvelle grille communale de densité à sept niveaux définie par l'Insee en 2022.
Elle est située hors unité urbaine. Par ailleurs la commune fait partie de l'aire d'attraction de Paris, dont elle est une commune de la couronne,. Cette aire regroupe 1 929 communes,.

### Occupation des sols
L'occupation des sols de la commune, telle qu'elle ressort de la base de données européenne d’occupation biophysique des sols Corine Land Cover (CLC), est marquée par l'importance des territoires agricoles (79,5 % en 2018), en diminution par rapport à 1990 (82,3 %). La répartition détaillée en 2018 est la suivante : 
terres arables (76,9 %), forêts (13,1 %), zones urbanisées (3,2 %), zones industrielles ou commerciales et réseaux de communication (2,8 %), zones agricoles hétérogènes (2,6 %), eaux continentales (1,4 %). L'évolution de l’occupation des sols de la commune et de ses infrastructures peut être observée sur les différentes représentations cartographiques du territoire : la carte de Cassini (XVIIIe siècle), la carte d'état-major (1820-1866) et les cartes ou photos aériennes de l'IGN pour la période actuelle (1950 à aujourd'hui).

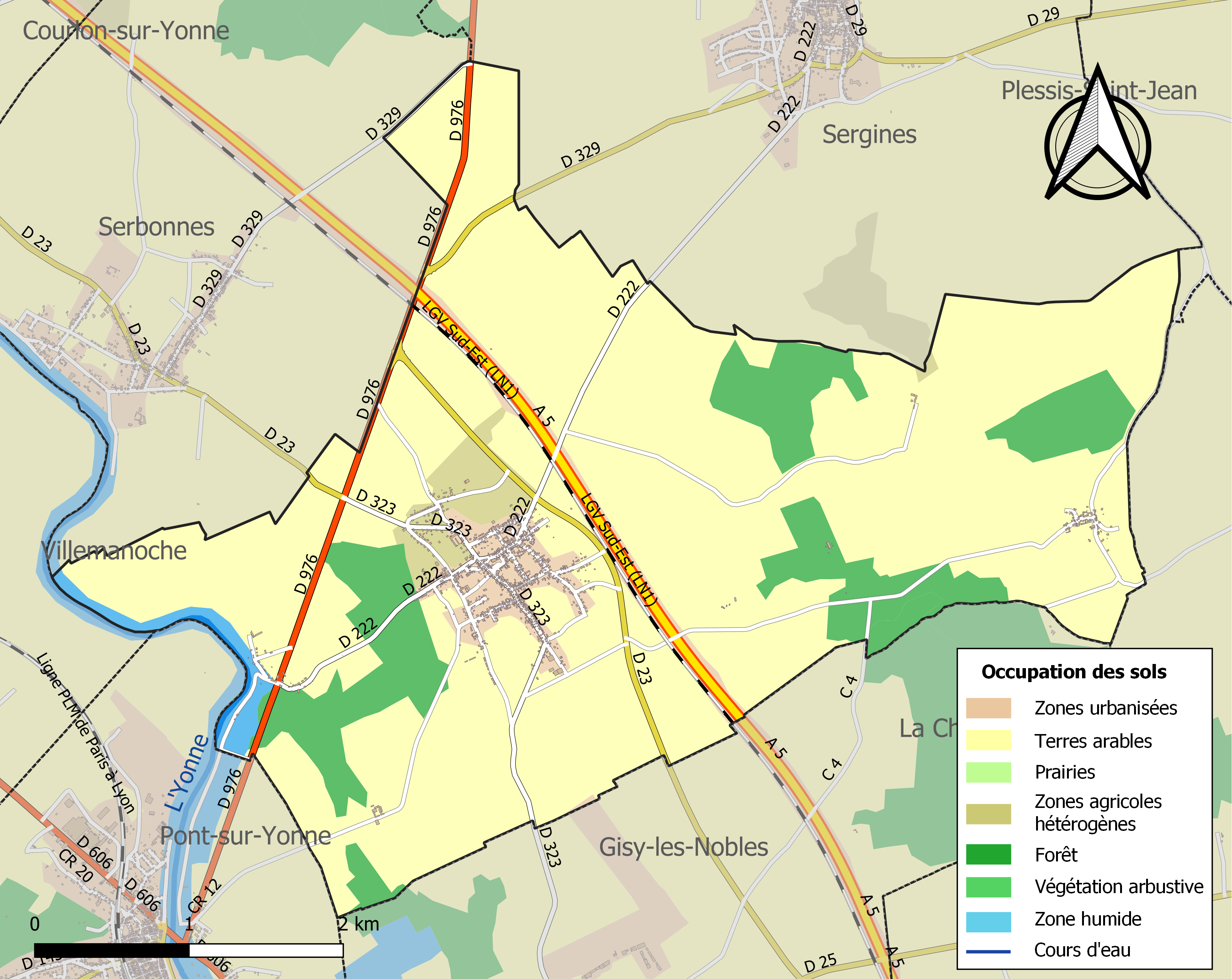
Carte des infrastructures et de l'occupation des sols de la commune en 2018 (CLC).

## Histoire
Des sites d'inhumation datant de la fin de l'âge du bronze ont été retrouvés.
L'abbaye cistercienne de la Cour Notre-Dame y est fondée au XIIIe siècle.
C'est à Michery que l'on découvrit le phylloxera pour la première fois dans la basse vallée de l'Yonne le 18 juin 1886.

## Politique et administration

### Liste des maires

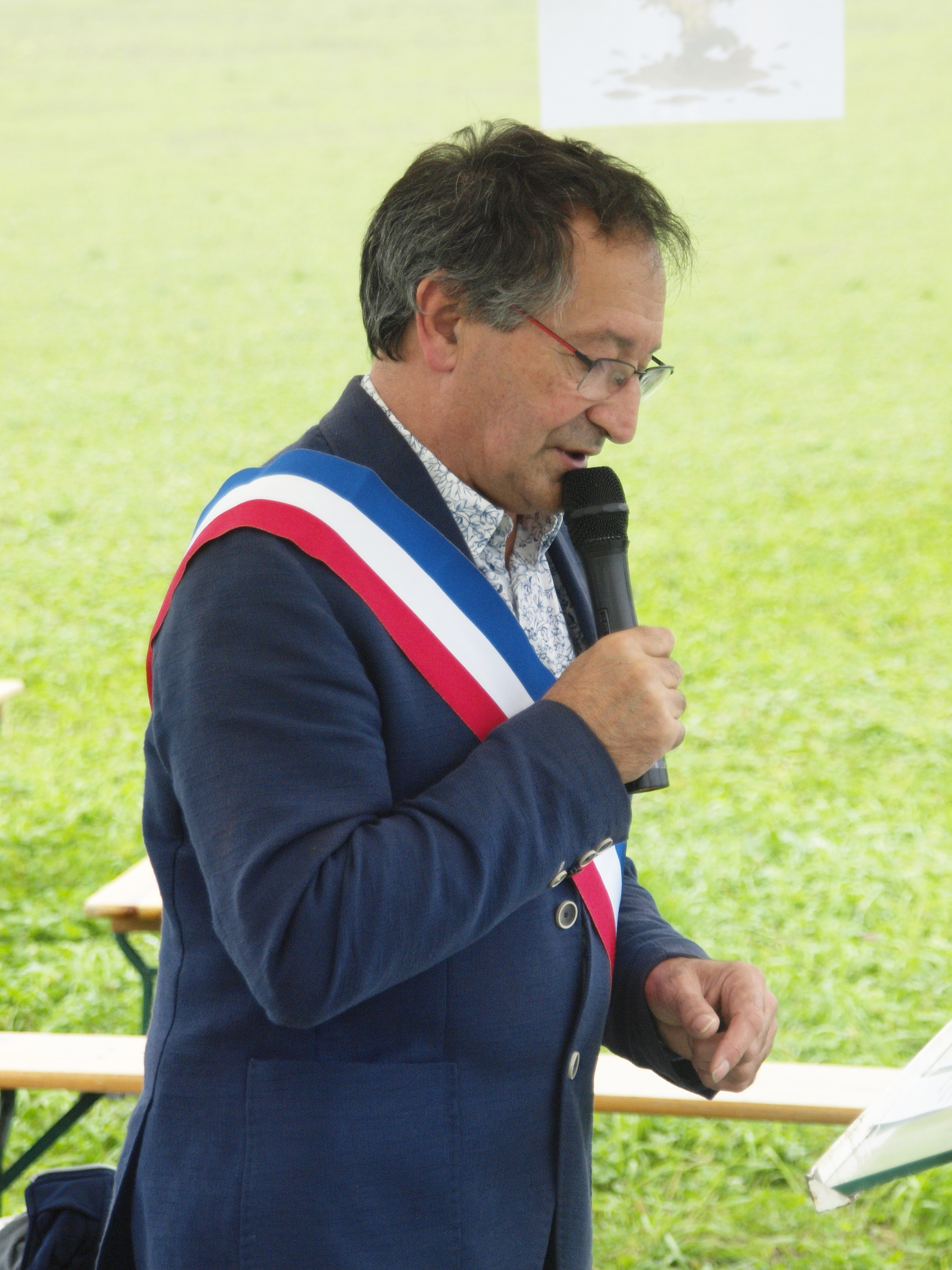
Gérard Michaut, maire de Michery

| Période   | Période  | Identité             | Étiquette | Qualité |
| --------- | -------- | -------------------- | --------- | ------- |
|           |          |                      |           |         |
| mars 2001 | 2008     | Jean-Michel Thibault |           |         |
| mars 2008 | 2020     | Francis Garnier      |           |         |
| mai 2020  | en cours | Gérard Michaut       |           |         |

## Démographie
L'évolution du nombre d'habitants est connue à travers les recensements de la population effectués dans la commune depuis 1793. Pour les communes de moins de 10 000 habitants, une enquête de recensement portant sur toute la population est réalisée tous les cinq ans, les populations de référence des années intermédiaires étant quant à elles estimées par interpolation ou extrapolation. Pour la commune, le premier recensement exhaustif entrant dans le cadre du nouveau dispositif a été réalisé en 2008.

En 2022, la commune comptait 1 080 habitants, en évolution de +4,55 % par rapport à 2016 (Yonne : −1,95 %, France hors Mayotte : +2,11 %).
| 1793  | 1800  | 1806  | 1821  | 1831  | 1836  | 1841  | 1846  | 1851  |
| ----- | ----- | ----- | ----- | ----- | ----- | ----- | ----- | ----- |
| 1 014 | 1 071 | 1 022 | 1 038 | 1 064 | 1 077 | 1 081 | 1 100 | 1 104 |

| 1856  | 1861  | 1866  | 1872  | 1876 | 1881 | 1886 | 1891 | 1896 |
| ----- | ----- | ----- | ----- | ---- | ---- | ---- | ---- | ---- |
| 1 053 | 1 067 | 1 066 | 1 013 | 970  | 981  | 934  | 887  | 836  |

| 1901 | 1906 | 1911 | 1921 | 1926 | 1931 | 1936 | 1946 | 1954 |
| ---- | ---- | ---- | ---- | ---- | ---- | ---- | ---- | ---- |
| 804  | 750  | 705  | 651  | 634  | 642  | 617  | 558  | 521  |

| 1962 | 1968 | 1975 | 1982 | 1990 | 1999 | 2006 | 2008  | 2013  |
| ---- | ---- | ---- | ---- | ---- | ---- | ---- | ----- | ----- |
| 503  | 549  | 529  | 571  | 718  | 845  | 981  | 1 020 | 1 043 |

| 2018  | 2022  | - | - | - | - | - | - | - |
| ----- | ----- | - | - | - | - | - | - | - |
| 1 062 | 1 080 | - | - | - | - | - | - | - |

## Lieux et monuments
- Église Saint-Laurent de Michery
- Abbaye de la Cour-Notre-Dame

### Personnalités liées à la commune
- Jean-Remacle Lissoir (1766-1841), curé de Michery, fut élu évêque constitutionnel du département de Samaná.
- Jacques Gagey (1923-2017) a vécu au prieuré de Sixte et est inhumé à Michery.

### Héraldique
| Blason de Michery | Blason  | Divisé en chevron renversé : au 1er d'azur à la croix papale d'argent et chargé d'un chevron renversé accolé au trait de partition et parti au I d'azur à la bande d'argent côtoyée de deux doubles cotices potencées contre-potencées d'or et au II représentant un mur de craie au naturel maçonné de sable, au 2d de sinople chargé à dextre d'une grappe de raisin d'or et à senestre d'une gerbe de blé du même. |
| Blason de Michery | Détails | La croix papale rappelle qu’en l’an 863 le prieuré de Sixte (situé dans un hameau de Michery) et le village, deviennent propriété du pape Nicolas 1er. Les éléments des armoiries de Champagne font référence au rattachement du Nord Sénonais au comté indépendant de Champagne aux XIIe et XIIIe siècles. En symétrie, la frise représentant un mur de pierres crayeuses souligne que la craie y a été extraite. Les carrières ont contribué à la construction du village, lui donnant son aspect. La vigne évoque la tradition viticole du village, elle a fait place tout au long du XXe siècle à l’activité céréalière symbolisée par la gerbe de blé. Armories composées par D. Collin, A. et M. Mignardot et R. Chastel, adoptées en 1985. |